# Liste der Botschafter der Vereinigten Staaten in Estland
Die Liste der Botschafter der Vereinigten Staaten in Estland bietet einen Überblick über die Leiter der US-amerikanischen diplomatischen Vertretung in Estland seit der Aufnahme diplomatischer Beziehungen in Folge der Unabhängigkeit Estlands von der Sowjetunion. Zwischen 1922 und dem Einmarsch der sowjetischen Truppen gab es bereits US-Botschafter in Estland.

## Botschafter

### 1922–1940
| Amtszeit  | Name                       | Anmerkung |
| --------- | -------------------------- | --------- |
| 1922–1931 | Frederick W. B. Coleman    |           |
| 1931–1933 | Robert Peet Skinner        |           |
| 1934–1936 | John Van Antwerp MacMurray |           |
| 1936–1937 | Arthur Bliss Lane          |           |
| 1937      | Frederick A. Sterling      |           |
| 1937–1940 | John Cooper Wiley          |           |

### Seit 1991
| Amtszeit  | Name                   | Anmerkung                    |
| --------- | ---------------------- | ---------------------------- |
| 1995–1998 | Lawrence Palmer Taylor |                              |
| 1998–2001 | Melissa F. Wells       |                              |
| 2001–2004 | Joseph M. DeThomas     |                              |
| 2004–2007 | Aldona Wos             |                              |
| 2007–2009 | Stanley Davis Phillips |                              |
| 2009–2012 | Michael C. Polt        |                              |
| 2012–2015 | Jeffrey D. Levine      |                              |
| 2015–2018 | James D. Melville Jr.  |                              |
| 2018–2019 | Elizabeth Horst        | Chargé d’Affaires ad interim |
| 2019–2022 | Brian Roraff           | Chargé d’Affaires ad interim |
| 2022–     | Gabrielle Cowan        | Chargé d’Affaires ad interim |